# Autobahn Shanghai–Chengdu
Die Autobahn Shanghai–Chengdu oder Hurong-Autobahn (chinesisch 沪蓉高速公路, Pinyin Hùróng gāosù gōnglù, englisch Hurong Expressway), chin. Abk. G42, ist eine seit dem 27. Dezember 2014 vollständig fertiggestellte Autobahn in China, die eine Länge von 1966 km aufweist. Sie beginnt im Westen der Metropole Shanghai und führt in westlicher Richtung über Suzhou, Nanjing, Hefei, Wuhan und Chongqing nach Chengdu in der Provinz Sichuan. Die Autobahn überquert bei Nanjing den Jangtse mit der Dritte Nanjing-Jangtse-Brücke.